# واقعية فلسفية
الواقعية الفلسفية (بالإنجليزية: Philosophical realism)‏ هي وجهة النظر القائلة بأن نوعًا معينًا من الأشياء (يتراوح على نطاقٍ واسعٍ من الأشياء المجردة كالأرقام والعبارات الأخلاقية إلى العالم المادي نفسه) له وجودٌ مستقلٌّ عن العقل، أي أنه موجودٌ حتى في غياب أي عقلٍ يُدركه، أو أن وجوده ليس مجرد مظهرٍ في عين الناظر. لا تُعامل الواقعية الفلسفية عادةً كموقفٍ قائمٍ بذاته، بل كموقفٍ تجاه مواضيع أخرى. يشمل هذا عددًا من المواقف في نظرية المعرفة وما وراء الطبيعة التي تُصرّح بأن شيئًا مُعينًا موجودٌ بشكلٍ مستقلٍّ عن المعرفة أو الفكر أو الفهم. يمكن أن ينطبق هذا على عناصر مثل العالم المادي، والماضي والمستقبل، والعقول الأخرى، والذات، مع أنه قد ينطبق أيضًا بشكلٍ أقل مباشرةً على أشياء مثل الكليات، والحقائق الرياضية، والحقائق الأخلاقية، والفكر نفسه. ومع ذلك، قد تشمل الواقعية أيضًا مواقفَ مختلفةً ترفض بدلًا من ذلك المعالجات الميتافيزيقية للواقع تمامًا.
يمكن أن تكون الواقعية أيضًا وجهة نظر حول خصائص الواقع بشكل عام، حيث ترى أن الواقع موجود بشكل مستقل عن العقل، على عكس الرؤى غير الواقعية (مثل بعض أشكال الشكوكية والذاتوية) التي تشكك في يقينية أي شيء يتجاوز العقل. غالبًا ما يدّعي الفلاسفة الذين يعتنقون الواقعية أن الحقيقة تكمن في توافق بين التمثيلات المعرفية والواقع.
يميل الواقعيون إلى الاعتقاد بأن كل ما نؤمن به الآن ليس سوى تقريب للواقع، ولكن يمكن تحسين دقة الفهم واكتماله. في بعض السياقات، تُقارن الواقعية بالمثالية. واليوم، غالبًا ما تُقارن باللاواقعية، على سبيل المثال في فلسفة العلوم.
ظهر أقدم استخدام لمصطلح "الواقعية" في التفسيرات المدرسية في العصور الوسطى والتعديلات على الفلسفة اليونانية القديمة.
وكان هذا الموقف سائدًا أيضًا لدى العديد من الفلسفات الهندية القديمة.